# Amphianthus caribaeus
Amphianthus caribaeus is een zeeanemonensoort uit de familie van de Hormathiidae. De wetenschappelijke naam van de soort is voor het eerst geldig gepubliceerd in 1899 door Verrill.